# Polar for the Masses
I Polar for the masses (p4tm) sono un gruppo musicale indie rock italiano.

## Storia
La formazione ha all'attivo 5 album.
I primi 3 sono stati pubblicati dalla Black Nutria Independent Label: Let me be here (2007), Blended (2009) e Silence (2011).
Il quarto album, Italico (2013) è pubblicato da La Grande V Records.
L'ultimo album, #UnaGiornataDiMerda (2014), è uscito esclusivamente in vinile per la Tirreno Dischi. 
Blended, uscito nel marzo del 2009, è stato registrato da David Lenci presso il Red House Recording Studio di Senigallia e masterizzato a Chicago (USA) da Bob Weston e Jason Ward. 
Silence, anch'esso registrato da David Lenci al Red House Recording Studio, è stato masterizzato all'Audioplanet di Copenaghen da Jan Eliasson.
Italico, il quarto album della band, è il primo ad essere composto interamente da brani in italiano. Il disco è stato registrato e mixato presso Sotto il Mare Recording Studios, sempre da David Lenci ed anche in questo caso il mastering è stato effettuato all'Audioplanet di Copenhagen da Jan Eliasson.
#UnaGiornataDiMerda, anch'esso cantato in italiano, è stato registrato e mixato presso Sotto il Mare Recording Studios da Luca Tacconi, mentre il mastering è stato effettuato da Giovanni Versari presso La Maestà Mastering.
Gli album sono distribuiti in Italia da Audioglobe ed in Germania, Austria e Svizzera da Cargo, oltre che digitalmente in tutto il mondo da iTunes ed altri operatori digitali.

## Formazione
- Simone Pass - voce e chitarra
- Davide Dalla Pria - basso e voce
- Alessandro Lupatin - batteria

Ex componenti:
- Jordan Brea - batteria
- Alessio Zerbinati - chitarra

## Discografia
- Let me be here (CD album, Black Nutria independent label, 2007)
- Blended (CD album, Black Nutria independent label, 2009)
- Silence (CD album, Black Nutria independent label, 2011)
- Italico (CD album, La Grande V Records, 2013)
- #UnagiornataDiMerda (vinile album, Tirreno Dischi, 2014)